# Stina Rautelin
Stina Agnes Elisabeth Rautelin (født 25. oktober 1963 i Helsinki, død 26. april 2023 i Stockholm) var en finsk-svensk skuespillerinde. Hun er bedst kendt for sin rolle som Lena Klingström i tv-serien om Martin Beck.
Rautelin besluttede sig for at fokusere på skuespil, da hun så en annonce fra Teaterhögskolan i Helsingfors i begyndelsen af 1980'erne. Hun studerede i New York City og i 2001 blev hun ansat på Stockholms stadsteater.

## Død
Stina Rautelin døde den 23. april 2023, 59 år gammel, efter en længere periode med sygdom. Hun ligger begravet på Sandsborgskyrkogården i Stockholm.

## Udvalgt filmografi
- Harjunpää ja ahdistelija (tv-serie, 1985)
- På liv och död (1986)
- 16 (tv-serie, 1993)
- Radioskugga (tv-serie, 1995-1997)
- Spor i mørket (1997)
- Beck (tv-serie, 1997-2009)
- Rederiet (tv-serie, 1998-2001, også instruktør)
- Julemanden (1999)
- Reuter & Skoog (tv-serie, 2001)
- Kommissionen (tv-serie, 2005)
- Isprisessen (tv-film, 2007)
- Prædikanten (tv-film, 2007)
- Livet i Fagervik (tv-serie, 2009)
- Fortidens spor (tv-serie, 2017)
- Sygeplejerskerne (tv-serie, 2017)